# 樂平郡
樂平郡，东汉末年到隋朝初年的郡。

## 历史

### 漢魏晉時期
东汉末年分上党郡设置樂平郡，治所在沾县（今山西省昔阳县西南）。包括今山西省阳泉市、昔阳县、平定县、和顺县等地。

### 北朝時期
北魏太平真君九年（448年），废除乐平郡。孝昌年间恢复，改沾县为樂平县。隋朝开皇三年（583年），隋文帝废除郡一级，将樂平郡并入辽州。

### 唐朝中期
唐玄宗天宝元年（742年），改仪州为樂平郡，领四县：辽山县、和顺县、平城县、榆社县。唐肃宗乾元元年（758年），复改为仪州。